# Кубок вызова ФИБА 2014/2015. Группа K
В этой статье представлено положение команд и результаты матчей в группе K Last-16 Кубка вызова ФИБА 2014/2015. Состав группы определяется по результатам регулярного сезона (без жеребьёвки). В ней примут участие 4 команды, которые сыграют друг с другом в два круга. Две лучшие команды выйдут в плей-офф Кубка вызова ФИБА 2014/2015.

## Команды
| Команда   | Место в регулярном сезоне (группа) |
| --------- | ---------------------------------- |
| Тарту     | 1-е (группа B)                     |
| Автодор   | 1-е (группа D)                     |
| Ден Босх  | 2-е (группа A)                     |
| Франкфурт | 2-е (группа C)                     |

## Положение команд
|  | Две лучшие команды выходят в плей-офф |
|  | Команды выбыли из турнира             |

| №  | Команда   | И | В | П | МЗ  | МП  | +/- | Тай-брейк |
| -- | --------- | - | - | - | --- | --- | --- | --------- |
| 1. | Франкфурт | 6 | 5 | 1 | 512 | 471 | +41 |           |
| 2. | Автодор   | 6 | 4 | 2 | 567 | 546 | +21 |           |
| 3. | Тарту     | 6 | 2 | 4 | 457 | 501 | –44 |           |
| 4. | Ден Босх  | 6 | 1 | 5 | 496 | 514 | –18 |           |

## Результаты

### 1-й тур
| 13 января 2015 19:00 | Отчёт | Тарту                     | 62:71    | Франкфурт     | Дворец спорта Тартуского университета, Тарту Зрителей: 1 800 Судьи: Хенри Хильке, Геллерт Капитани, Дариуш Запольски |
| 13 января 2015 19:00 | Отчёт | 28:16, 8:18, 10:15, 16:22 |          |               | Дворец спорта Тартуского университета, Тарту Зрителей: 1 800 Судьи: Хенри Хильке, Геллерт Капитани, Дариуш Запольски |
| 13 января 2015 19:00 | Отчёт | Талтс, Тооме по 17        | Очки     | Фойгтман 17   | Дворец спорта Тартуского университета, Тарту Зрителей: 1 800 Судьи: Хенри Хильке, Геллерт Капитани, Дариуш Запольски |
| 13 января 2015 19:00 | Отчёт | Талтс 8                   | Подборы  | 3 игрока по 6 | Дворец спорта Тартуского университета, Тарту Зрителей: 1 800 Судьи: Хенри Хильке, Геллерт Капитани, Дариуш Запольски |
| 13 января 2015 19:00 | Отчёт | Печюкявичюс 6             | Передачи | Коббс 9       | Дворец спорта Тартуского университета, Тарту Зрителей: 1 800 Судьи: Хенри Хильке, Геллерт Капитани, Дариуш Запольски |

| 3 февраля 2015 20:00 | Отчёт | Ден Босх                                 | 107:108 ОТ | Автодор    | «Мааспорт», Хертогенбос Зрителей: 2 200 Судьи: Огнен Йокич, Кристоф Рохацкий, Войцех Лишка |
| 3 февраля 2015 20:00 | Отчёт | 22:23, 16:14, 24:19, 19:25, 16:16, 10:11 |            |            | «Мааспорт», Хертогенбос Зрителей: 2 200 Судьи: Огнен Йокич, Кристоф Рохацкий, Войцех Лишка |
| 3 февраля 2015 20:00 | Отчёт | Акербом 27                               | Очки       | Фортсон 26 | «Мааспорт», Хертогенбос Зрителей: 2 200 Судьи: Огнен Йокич, Кристоф Рохацкий, Войцех Лишка |
| 3 февраля 2015 20:00 | Отчёт | Слагтер 9                                | Подборы    | Фесенко 14 | «Мааспорт», Хертогенбос Зрителей: 2 200 Судьи: Огнен Йокич, Кристоф Рохацкий, Войцех Лишка |
| 3 февраля 2015 20:00 | Отчёт | Карри 7                                  | Передачи   | Фортсон 9  | «Мааспорт», Хертогенбос Зрителей: 2 200 Судьи: Огнен Йокич, Кристоф Рохацкий, Войцех Лишка |

### 2-й тур
| 20 января 2015 19:00 | Отчёт | Автодор                           | 105:106 ОТ ОТ | Тарту     | Ледовый дворец спорта «Кристалл», Саратов Зрителей: 2 500 Судьи: Гили Коэн, Константин Симонов, Зафер Йилмаз |
| 20 января 2015 19:00 | Отчёт | 18:19, 33:30, 16:20, 27:25, 11:12 |               |           | Ледовый дворец спорта «Кристалл», Саратов Зрителей: 2 500 Судьи: Гили Коэн, Константин Симонов, Зафер Йилмаз |
| 20 января 2015 19:00 | Отчёт | Петерсон, Даунс по 22             | Очки          | Дорбек 24 | Ледовый дворец спорта «Кристалл», Саратов Зрителей: 2 500 Судьи: Гили Коэн, Константин Симонов, Зафер Йилмаз |
| 20 января 2015 19:00 | Отчёт | Даунс 7                           | Подборы       | Талтс 11  | Ледовый дворец спорта «Кристалл», Саратов Зрителей: 2 500 Судьи: Гили Коэн, Константин Симонов, Зафер Йилмаз |
| 20 января 2015 19:00 | Отчёт | Фортсон 9                         | Передачи      | Дорбек 6  | Ледовый дворец спорта «Кристалл», Саратов Зрителей: 2 500 Судьи: Гили Коэн, Константин Симонов, Зафер Йилмаз |

| 21 января 2015 19:30 | Отчёт | Франкфурт                  | 75:70    | Ден Босх  | «Фрапорт Арена», Франкфурт-на-Майне Зрителей: 850 Судьи: Матьё Байо, Боян Йованич, Илиас Кунеллес |
| 21 января 2015 19:30 | Отчёт | 24:17, 18:20, 14:22, 19:11 |          |           | «Фрапорт Арена», Франкфурт-на-Майне Зрителей: 850 Судьи: Матьё Байо, Боян Йованич, Илиас Кунеллес |
| 21 января 2015 19:30 | Отчёт | Робертсон 15               | Очки     | Карри 27  | «Фрапорт Арена», Франкфурт-на-Майне Зрителей: 850 Судьи: Матьё Байо, Боян Йованич, Илиас Кунеллес |
| 21 января 2015 19:30 | Отчёт | Фойгтман 10                | Подборы  | Джонсон 5 | «Фрапорт Арена», Франкфурт-на-Майне Зрителей: 850 Судьи: Матьё Байо, Боян Йованич, Илиас Кунеллес |
| 21 января 2015 19:30 | Отчёт | Арманд, Коббс по 5         | Передачи | Денсон 3  | «Фрапорт Арена», Франкфурт-на-Майне Зрителей: 850 Судьи: Матьё Байо, Боян Йованич, Илиас Кунеллес |

### 3-й тур
| 27 января 2015 19:30 | Отчёт | Франкфурт                  | 68:71    | Автодор   | «Фрапорт Арена», Франкфурт-на-Майне Зрителей: 1 060 Судьи: Милан Мажич, Педру Коэлью, Павел Фуска |
| 27 января 2015 19:30 | Отчёт | 19:17, 11:24, 15:11, 23:19 |          |           | «Фрапорт Арена», Франкфурт-на-Майне Зрителей: 1 060 Судьи: Милан Мажич, Педру Коэлью, Павел Фуска |
| 27 января 2015 19:30 | Отчёт | Арманд 31                  | Очки     | Даунс 14  | «Фрапорт Арена», Франкфурт-на-Майне Зрителей: 1 060 Судьи: Милан Мажич, Педру Коэлью, Павел Фуска |
| 27 января 2015 19:30 | Отчёт | Фойгтман 7                 | Подборы  | Даунс 8   | «Фрапорт Арена», Франкфурт-на-Майне Зрителей: 1 060 Судьи: Милан Мажич, Педру Коэлью, Павел Фуска |
| 27 января 2015 19:30 | Отчёт | Кляйн 4                    | Передачи | Фортсон 6 | «Фрапорт Арена», Франкфурт-на-Майне Зрителей: 1 060 Судьи: Милан Мажич, Педру Коэлью, Павел Фуска |

| 27 января 2015 20:00 | Отчёт | Ден Босх                   | 78:77    | Тарту         | «Мааспорт», Хертогенбос Зрителей: 1 900 Судьи: Мануэль Маццони, Матьё Оссле, Гэвин Уильямс |
| 27 января 2015 20:00 | Отчёт | 15:28, 25:20, 24:12, 14:17 |          |               | «Мааспорт», Хертогенбос Зрителей: 1 900 Судьи: Мануэль Маццони, Матьё Оссле, Гэвин Уильямс |
| 27 января 2015 20:00 | Отчёт | Карри 20                   | Очки     | Крийса 21     | «Мааспорт», Хертогенбос Зрителей: 1 900 Судьи: Мануэль Маццони, Матьё Оссле, Гэвин Уильямс |
| 27 января 2015 20:00 | Отчёт | Джонсон 11                 | Подборы  | Тооме 8       | «Мааспорт», Хертогенбос Зрителей: 1 900 Судьи: Мануэль Маццони, Матьё Оссле, Гэвин Уильямс |
| 27 января 2015 20:00 | Отчёт | 4 игрока по 2              | Передачи | Пецюкявичюс 6 | «Мааспорт», Хертогенбос Зрителей: 1 900 Судьи: Мануэль Маццони, Матьё Оссле, Гэвин Уильямс |

### 4-й тур
| 10 февраля 2015 19:00 | Отчёт | Автодор                    | 89:85    | Ден Босх   | Ледовый дворец спорта «Кристалл», Саратов Зрителей: 4 000 Судьи: Милан Мажич, Педру Коэлью, Павел Фуска |
| 10 февраля 2015 19:00 | Отчёт | 22:22, 23:19, 26:16, 18:28 |          |            | Ледовый дворец спорта «Кристалл», Саратов Зрителей: 4 000 Судьи: Милан Мажич, Педру Коэлью, Павел Фуска |
| 10 февраля 2015 19:00 | Отчёт | Даунс 19                   | Очки     | Акербом 28 | Ледовый дворец спорта «Кристалл», Саратов Зрителей: 4 000 Судьи: Милан Мажич, Педру Коэлью, Павел Фуска |
| 10 февраля 2015 19:00 | Отчёт | Петерсон 10                | Подборы  | Джонсон 10 | Ледовый дворец спорта «Кристалл», Саратов Зрителей: 4 000 Судьи: Милан Мажич, Педру Коэлью, Павел Фуска |
| 10 февраля 2015 19:00 | Отчёт | Фортсон 14                 | Передачи | Слагтер 5  | Ледовый дворец спорта «Кристалл», Саратов Зрителей: 4 000 Судьи: Милан Мажич, Педру Коэлью, Павел Фуска |

| 10 февраля 2015 19:30 | Отчёт | Франкфурт                  | 92:73    | Тарту         | «Фрапорт Арена», Франкфурт-на-Майне Зрителей: 1 140 Судьи: Мануэль Маццони, Сергей Тысленко, Мехди Дифалла |
| 10 февраля 2015 19:30 | Отчёт | 19:15, 17:20, 21:21, 35:17 |          |               | «Фрапорт Арена», Франкфурт-на-Майне Зрителей: 1 140 Судьи: Мануэль Маццони, Сергей Тысленко, Мехди Дифалла |
| 10 февраля 2015 19:30 | Отчёт | Фойгтман 26                | Очки     | Талтс 19      | «Фрапорт Арена», Франкфурт-на-Майне Зрителей: 1 140 Судьи: Мануэль Маццони, Сергей Тысленко, Мехди Дифалла |
| 10 февраля 2015 19:30 | Отчёт | Робертсон 6                | Подборы  | 3 игрока по 4 | «Фрапорт Арена», Франкфурт-на-Майне Зрителей: 1 140 Судьи: Мануэль Маццони, Сергей Тысленко, Мехди Дифалла |
| 10 февраля 2015 19:30 | Отчёт | 3 игрока по 4              | Передачи | Сокк 4        | «Фрапорт Арена», Франкфурт-на-Майне Зрителей: 1 140 Судьи: Мануэль Маццони, Сергей Тысленко, Мехди Дифалла |

### 5-й тур
| 18 февраля 2015 19:00 | Отчёт | Тарту                      | 68:91    | Автодор    | Дворец спорта Тартуского университета, Тарту Зрителей: 1 800 Судьи: Януш Цалик, Андрис Аункрогерс, Хенри Хильке |
| 18 февраля 2015 19:00 | Отчёт | 23:18, 11:26, 20:24, 14:23 |          |            | Дворец спорта Тартуского университета, Тарту Зрителей: 1 800 Судьи: Януш Цалик, Андрис Аункрогерс, Хенри Хильке |
| 18 февраля 2015 19:00 | Отчёт | Курбас, Тооме по 12        | Очки     | Фортсон 30 | Дворец спорта Тартуского университета, Тарту Зрителей: 1 800 Судьи: Януш Цалик, Андрис Аункрогерс, Хенри Хильке |
| 18 февраля 2015 19:00 | Отчёт | Доронин 5                  | Подборы  | Фортсон 12 | Дворец спорта Тартуского университета, Тарту Зрителей: 1 800 Судьи: Януш Цалик, Андрис Аункрогерс, Хенри Хильке |
| 18 февраля 2015 19:00 | Отчёт | Пецюкявичюс 6              | Передачи | Фортсон 13 | Дворец спорта Тартуского университета, Тарту Зрителей: 1 800 Судьи: Януш Цалик, Андрис Аункрогерс, Хенри Хильке |

| 18 февраля 2015 20:00 | Отчёт | Ден Босх                                | 92:94 ОТ | Франкфурт             | «Мааспорт», Хертогенбос Зрителей: 2 300 Судьи: Паулу Маркеш, Кристоф Рохацки, Хейдн Джонс |
| 18 февраля 2015 20:00 | Отчёт | 8:19, 20:20, 20:16, 22:15, 10:10, 12:14 |          |                       | «Мааспорт», Хертогенбос Зрителей: 2 300 Судьи: Паулу Маркеш, Кристоф Рохацки, Хейдн Джонс |
| 18 февраля 2015 20:00 | Отчёт | Денмон 28                               | Очки     | Коббс 23              | «Мааспорт», Хертогенбос Зрителей: 2 300 Судьи: Паулу Маркеш, Кристоф Рохацки, Хейдн Джонс |
| 18 февраля 2015 20:00 | Отчёт | Карри 7                                 | Подборы  | Фойгтман 11           | «Мааспорт», Хертогенбос Зрителей: 2 300 Судьи: Паулу Маркеш, Кристоф Рохацки, Хейдн Джонс |
| 18 февраля 2015 20:00 | Отчёт | Карри 4                                 | Передачи | Дорнекамп, Коббс по 4 | «Мааспорт», Хертогенбос Зрителей: 2 300 Судьи: Паулу Маркеш, Кристоф Рохацки, Хейдн Джонс |

### 6-й тур
| 24 февраля 2015 17:00 | [ Отчёт] | Автодор                                 | 103:112 ОТ | Франкфурт    | Ледовый дворец спорта «Кристалл», Саратов Зрителей: 3 500 Судьи: Омер Эстерон, Януш Цалик, Ивор Матейек |
| 24 февраля 2015 17:00 | [ Отчёт] | 22:25, 26:22, 15:20, 23:19, 10:10, 7:16 |            |              | Ледовый дворец спорта «Кристалл», Саратов Зрителей: 3 500 Судьи: Омер Эстерон, Януш Цалик, Ивор Матейек |
| 24 февраля 2015 17:00 | [ Отчёт] | Даунс 22                                | Очки       | Робертсон 30 | Ледовый дворец спорта «Кристалл», Саратов Зрителей: 3 500 Судьи: Омер Эстерон, Януш Цалик, Ивор Матейек |
| 24 февраля 2015 17:00 | [ Отчёт] | Фесенко 16                              | Подборы    | Арманд 11    | Ледовый дворец спорта «Кристалл», Саратов Зрителей: 3 500 Судьи: Омер Эстерон, Януш Цалик, Ивор Матейек |
| 24 февраля 2015 17:00 | [ Отчёт] | Фортсон 9                               | Передачи   | Коббс 12     | Ледовый дворец спорта «Кристалл», Саратов Зрителей: 3 500 Судьи: Омер Эстерон, Януш Цалик, Ивор Матейек |

| 24 февраля 2015 18:00 | Отчёт | Тарту                      | 71:64    | Ден Босх              | Дворец спорта Тартуского университета, Тарту Зрителей: 1 500 Судьи: Нил Уилкинсон, Марек Малишевский, Кристоф Рохацки |
| 24 февраля 2015 18:00 | Отчёт | 18:16, 12:16, 22:12, 19:20 |          |                       | Дворец спорта Тартуского университета, Тарту Зрителей: 1 500 Судьи: Нил Уилкинсон, Марек Малишевский, Кристоф Рохацки |
| 24 февраля 2015 18:00 | Отчёт | Талтс 21                   | Очки     | де Пагтер 10          | Дворец спорта Тартуского университета, Тарту Зрителей: 1 500 Судьи: Нил Уилкинсон, Марек Малишевский, Кристоф Рохацки |
| 24 февраля 2015 18:00 | Отчёт | Талтс 8                    | Подборы  | Весселс, Джонсон по 8 | Дворец спорта Тартуского университета, Тарту Зрителей: 1 500 Судьи: Нил Уилкинсон, Марек Малишевский, Кристоф Рохацки |
| 24 февраля 2015 18:00 | Отчёт | Сокк 6                     | Передачи | Денсон 3              | Дворец спорта Тартуского университета, Тарту Зрителей: 1 500 Судьи: Нил Уилкинсон, Марек Малишевский, Кристоф Рохацки |